# أيرو فايترز 3
أيرو فايترز 3 (بالإنجليزية: Aero Fighters 3)، هي لعبة فيديو يابانية من نوع شوتم أب، صدرت اللعبة في الأسواق سنة 1995، وتعمل على عدة منصات، ومنها: بلاي ستيشن 4، إكس بوكس ون، نينتندو سويتش، وآركيد، وهي الجزء الثالث من سلسلة أيرو فايترز.